# Trebejov
Trebejov é um município da Eslováquia, situado no distrito de Košice-okolie, na região de Košice. Tem 7,67 km² de área e sua população em 2018 foi estimada em 203 habitantes.

## Demografia
| Ano:        | 1994 | 2004    | 2014    | 2024   |
| ----------- | ---- | ------- | ------- | ------ |
| Broj ljudi: | 130  | 163     | 207     | 215    |
| Razlika:    |      | +25,38% | +26,99% | +3,86% |

| Ano:               | 2023 | 2024   |
| ------------------ | ---- | ------ |
| Número de pessoas: | 205  | 215    |
| Diferença:         |      | +4,87% |